# Metanephrops armatus
Metanephrops armatus är en kräftdjursart som beskrevs av Chan och Yu 1991. Metanephrops armatus ingår i släktet Metanephrops och familjen humrar. IUCN kategoriserar arten globalt som otillräckligt studerad. Inga underarter finns listade i Catalogue of Life.